# محضنة قرطاج للابتكار
محضنة قرطاج للابتكار هي محضنة مؤسسات حكومية في تونس تحت إشراف وكالة النهوض بالصناعة والتجديد. تقع المحضنة بالمدرسة التونسية للتقنيات و قد تم تأسيسها في 3 أفريل 2006.